# Bega Begum
Bega Begum, née vers 1511 et morte le 17 janvier 1582 est l'impératrice consort de l'Empire Moghol (en) du 26 décembre 1530 au 17 mai 1540 et du 22 février 1555 au 27 janvier 1556 en tant que première épouse et épouse principale du deuxième empereur moghol Humayun,,,. Elle est connue sous le nom de Zan-i-Kalan étant la première épouse de Humayun et est également connue sous le nom de Haji Begum après avoir effectué le pèlerinage du Hajj à la Mecque.
Bega Begum a commencé la tradition de construire des monuments dans l'Empire moghol lorsqu'elle a commandité le mausolée de son mari à la fin du XVIe siècle, le tombeau de Humayun à Delhi. Ce premier mausolée monumental de l'Inde islamique peut être considéré comme l'un des premiers chefs-d'œuvre qui a influencé de manière décisive la conception du Taj Mahal ultérieur, le point culminant de l'architecture moghole,,,,,,.

## Biographie
Bega Begum était une Perse du Grand Khorassan et la fille de l'oncle maternel de Humayun (taghai , Yadgar Beg qui était le frère du sultan Ali Mirza, père de l'épouse de Kamran Mirza (en), Gulrukh Begum. C'est une femme sage et bien éduquée et possède également une connaissance approfondie de la médecine.
Bega épouse son cousin germain le prince (plus tard connu sous le nom de « Humayun » lors de son avènement) en 1527. Le mariage eu lieu alors que Humayun est au Badakshan pendant son deuxième mandat de vice-roi de la province (1527-1529). En novembre 1528, elle donne naissance au premier enfant et fils de Humayun, Shahzada Al-aman Mirza (en). Le couple impérial est chaleureusement félicité par l'empereur Babur pour la naissance d'un héritier, même si la connotation de son nom, « Al-aman », lui parait inquiétante. Le prince meurt en bas âge.

## Impératrice
À la mort de l'empereur Babur en décembre 1530, Humayun monte sur le trône à l'âge de vingt-trois ans, et Bega n'a que dix-neuf ans lorsqu'elle devient impératrice. Elle vient pour la première fois en Inde en accompagnant son mari. Bega est tenue en haute estime par Humayun tout au long de sa vie et reste sa favorite ainsi que son épouse principale jusqu'à sa mort,.
En 1531, Bega annonce sa deuxième grossesse à la famille impériale après son arrivée à Agra en provenance de Kaboul. Elle accouche de son dernier enfant connu, une fille, Aqiqa Sultan Begum. En 1539, Bega accompagne son mari à Chausa, au Bengale, où elle est faite prisonnière par Sher Shah Suri, après une attaque surprise sur le territoire moghol par les forces de Sher Shah. Selon Niccolao Manucci, elle est la seule impératrice moghole à avoir jamais été retenue captive.
Le matin du 26 juin 1539, Humayun apprend la captivité de l'impératrice, et rassemble immédiatement une petite garde composée de quatre nobles, Tardi Beg, Baba Beg, Koch Beg et MrBachka Bahadur. S'efforçant de sauver l'impératrice, ils tentent de se frayer un chemin à travers la foule afghane et, ce faisant, tous, sauf Tardi Beg, sont abattus. Seul Tardi Beg retourne à Humayun. Le Tazkirat-ul-umard mentionne la mort d'un certain Mir Pehlwan Badakshi. Initialement, deux officiers fidèles - Baba Julair et Que Beg - alors qu'ils tentent d'exécuter les ordres de l'empereur, cherchent « le martyre à la porte de l'enceinte de Sa Majesté » et sont tués à l'entrée des tentes privées.
Pendant sa captivité, l'impératrice est traitée par Sher Shah avec respect et il la fait ramener à Humayun escortée par son général le plus fidèle, Khwas Khan,. Malheureusement, les épreuves subies à Chausa ont entraîné la mort de sa fille de huit ans, Aqiqa Sultan Begum, le 27 juin.Humayun estdévasté et regrette d'avoir amené sa fille à Chausa. Il se blâmé, avouant à son jeune frère Hindal Mirza (en) : « Lors des troubles précédents, Aqiqa Bibi [sa fille] avait disparu et j'ai souffert d'un regret durable de ne pas l'avoir tué moi-même [au cas où elle tombre entre le mains des ennemis], un sentiment que son frère partageait entièrement,.
Bega Begumest également aux côtés de Humayun tout au long de son long exil en Perse à la cour de la dynastie safavide. Elle s’intéresse également activement aux affaires de l’État. Le beau-frère de Bega Begum, Zahid Beg, a été favorisé lorsqu'il a été nommé gouverneur du Bengale, ce que ce dernier a refusé. Humayun voulut le punir mais elle intercéda, quoique en vain, pour demander pardon à l'Empereur.

### Impératrice douairière
À la mort de Humayun en 1556, Bega Begum est si profondément affligée par la mort de son mari qu'elle consacre ensuite sa vie à : la construction du plus magnifique mausolée de l'empire, sur un site près de la rivière Yamuna à Delhi, pour le  défunt empereur. Bega Begum entreprend un pèlerinage à La Mecque et Médine pour le Hajj en 1564, mais avant de partir pour ce voyage de trois ans, elle prend des dispositions pour la construction du mausolée à ses frais. Elle revient du Hajj en 1567 puis supervise le projet.
L'architecte choisi par l'impératrice pour la construction du mausolée est l'architecte persan Mirak Mirza Ghiyas. Bega Begum s'intéresséait à l'éducation et elle a donc créé une madrasa près du mausolée. Elle est également responsable de la construction du Sarai arabe près du tombeau.

## Décès
Bega Begum meurt en 1582 à Delhi, après une brève maladie. Elle est pleurée par son beau-fils, l'empereur Akbar avec lequel elle avait une relation étroite. Akbar était, en fait, tellement attaché à elle que beaucoup de gens, comme Akbar lui-même l'a confirmé, la confondait avec sa mère biologique, Hamida Banu Begum, la deuxième femme de l'empereur Humayun. ʽAbd al-Qadir Badayuni (en) (Badauni) appelait Bega Begum « la deuxième mère de l'empereur [Akbar] ». Akbar a escorté son corps jusqu'au tombeau de Humayun pour son enterrement.

## Héritage
Au cours de l'ère de l'Empire moghole (XVIe – XIXe siècle), la pratique de commanditer des monuments s'établit grâce à l'initiative de Bega Begum avec la construction du tombeau de Humayun. Ce premier mausolée monumental de l’Inde islamique est considéré comme l’un des premiers chefs-d’œuvre qui a influencé de manière décisive la conception du Taj Mahal ultérieur, le point culminant de l’architecture moghole. Le mausolée était principalement basé sur le style architectural persan, mais était intelligemment indianisé. Le jardin environnant est également la première matérialisation prodigieuse de la forme du « Chahar Bagh » persan (jardin en quartiers) en Inde. Le mausolée est le monument le mieux représentatif de la capitale indienne (Delhi) et de l'autorité passée de l'empire moghol.